# Хлебный Ключ
Хлебный Ключ (баш. Хлебный Ключ) — упраздненный в 1986 году посёлок Куштирякского сельсовета Бакалинского района Башкирской АССР.

## Географическое положение
Расстояние до:
- районного центра (Бакалы): 31 км,
- центра сельсовета (Новоурсаево): 5 км,
- ближайшей ж/д станции (Туймазы): 14 км.

## История
В 1952 году — посёлок Хлебный Ключ, входящий в Карповский сельсовет, в 25 км от райцентра с. Бакалы, в 8 км от центра сельсовета — с. Карповка и в 53 км от железнодорожной станции Туймазы.
На 1 января 1969 года входила в Петровский сельсовет.
Исключен из учётных данных Указом Президиума ВС Башкирской АССР от 12.12.1986 N 6-2/396 «Об исключении из учётных данных некоторых населенных пунктов»).

## Население
На 1 января 1969 года проживали 78 человек; преимущественно русские.